# 築港赤レンガ倉庫
築港赤レンガ倉庫（ちっこうあかレンガそうこ）は、大阪府大阪市港区海岸通2丁目にある歴史的建造物（赤レンガ倉庫）である。

## 概要
大阪港の第1号岸壁に沿って、1923年（大正12年）10月に住友倉庫によって建設された。倉庫は2棟あり、北側の旧200倉庫は2階建・高さ13m・延床面積4,500平方メートルで、南側の旧300倉庫は1階建（当初2階建て）・高さ13m・延床面積2,800平方メートルである。設計は住友財閥で多くの建築物を手掛けた日高胖によるもので、倉庫は貨物線である大阪臨港線を倉庫の間・両脇に配する形で建設され、荷物の搬出入はこの大阪臨港線を利用して行われた。
築港赤レンガ倉庫の建設は、大阪市が進めてきた大阪港の築港事業の一部を住友財閥が引き受けたことが遠因にある。1897年（明治30年）から始められた大阪港の第1次築港事業は日清戦争後の財政難や不況で滞っていたが、第一次世界大戦が終結すると荷扱いの増加から築港の完成が望まれるようになった。こうした世相を背景に、民間事業者は財政難の大阪市に代わって築港工事を行うことで埠頭の優先使用権を得ようとこぞって申し入れを行ったが、住友財閥も護岸の整備に名乗りを上げこれを引き受けた。築港赤レンガ倉庫はこの際の岸壁の整備に合わせて船の積み荷を保管するための倉庫として建設された。
1999年（平成11年）に倉庫としての役割を終え、管理も住友倉庫から大阪市に移管された。2006年（平成18年）以降は耐震上の問題から構内立入禁止となり解体も検討されたが、最終的には耐震補強工事と倉庫としての保存を行い活用してくれる企業を募ることとなった。その後2015年（平成27年）7月から、ジーライオングループがクラシックカーの動態保存を行う「ジーライオンミュージアム」として利用している。2018年度からは土居君雄の妻から堺市に寄贈された堺市ヒストリックカー・コレクションの活用事業者としてその維持管理、展示を行っていたが終了した。。
倉庫脇の築港赤レンガ広場では、2008年（平成20年）より6月の夏至の際にキャンドルを灯す「築光キャンドルナイト」が開催されている。

## 周辺の観光施設
- 海岸通ギャラリー・CASO - 現代美術ギャラリー
- 港住吉神社
- 釈迦院
- 天保山
- 天保山ハーバービレッジ
  - 海遊館
  - 天保山大観覧車
  - 大阪文化館・天保山
  - 天保山マーケットプレース
    - なにわ食いしんぼ横丁

  - ホテルシーガルてんぽーざん大阪
  - マーメイド広場

## 交通

### 鉄道
- 大阪港駅（中央線）から徒歩10分[2]、4番出口より南へ約500m